# Valjala
Valjala es una localidad ubicada en el municipio de Saaremaa, en el condado de Saare, Estonia. Tiene una población estimada, en 2021, de 410 habitantes.
Es el centro administrativo del municipio.
Antes de la reforma administrativa de los gobiernos locales de Estonia en 2017, la localidad era el centro administrativo del disuelto municipio de Valjala.
En 1227, durante las cruzadas bálticas los hermanos livonios de la espada, la ciudad de Riga y su obispo organizaron ataques simultáneos a Saaremaa. Tras la rendición de dos de sus fortalezas, Muhu y Valjala, los osilianos (los vikingos estonios de Saaremaa) aceptaron el cristianismo.
La iglesia de Valjala es el mayor atractivo histórico de la zona. Su origen se remonta al siglo XIII y combina estilo románico y algunos esbozos de arquitectura gótica.